# Gertrude Grob-Prandl
Gertrude Grob-Prandl   (Viena, 11 de novembre de 1917 - Viena, 16 de maig de 1995) va ser una soprano wagneriana austríaca.

## Biografia
Grob-Prandl va néixer a Viena i va estudiar a l'Acadèmia de Música de Viena amb Singer-Burian. Originalment, tenia la intenció de convertir-se en professora de piano, però els professors del conservatori van començar a notar la mida de la seva veu i la van col·locar a una classe de cant. Va debutar el 1939 a la Vienna Volksoper com a Santuzza de l'òpera Cavalleria rusticana de Pietro Mascagni. Es va especialitzar en papers de major envergadura, com ara Isolda, Brünnhilde i Turandot.
Irmgard Seefried va comentar una vegada que "les parets van tremolar" quan Grob-Prandl va cantar Turandot. A diferència de molts grans wagnerians, va cantar també obres de Mozart.
Al Gran Teatre del Liceu de Barcelona va actuar en les temporades 1950-1951, 1951-1952, 1953-1954, 1958-1959, 1959-1960, 1962-1963, 1964-1965 i 1965-1966. Va rebre la Medalla d'Or del Liceu el 23 de gener de 1960, durant la darrera representació de Götterdämmerung.
Els enregistraments disponibles d'elle inclouen Donna Anna a Don Giovanni, Isabelle a Robert le Diable, Brünnhilde, Isolde, La Reina de la Nit de Die Zauberflöte, així com Elektra, Turandot i Elettra a Idomeneo. També hi ha una antologia del seu treball en solitari.
Es va retirar dels escenaris el 1972. Va morir el 16 de maig de 1995 a la ciutat del seu naixement.